# Hippoporina elegans
Hippoporina elegans är en mossdjursart som först beskrevs av William MacGillivray 1860.  Hippoporina elegans ingår i släktet Hippoporina och familjen Bitectiporidae. Inga underarter finns listade i Catalogue of Life.